# Dhamtari (Distrikt)
Der Distrikt Dhamtari (Hindi धमतरी जिला) befindet sich im zentralen Osten des indischen Bundesstaates Chhattisgarh.
Er erstreckt sich über eine Fläche von 4080 km². Die namensgebende Distrikthauptstadt Dhamtari liegt am Westufer der Mahanadi im äußersten Nordwesten des Distrikts. Das Quellgebiet der Mahanadi sowie die Dudhawa- und die Gangrel-Talsperre liegen im Distriktgebiet.
Die Landwirtschaft wird vom Reisanbau dominiert.

## Geographie und Klima
Der Distrikt liegt östlich-zentral in Chhattisgarh. Die benachbarten, angrenzenden Distrikte sind Raipur und Durg im Norden, Kanker und Balod im Westen, sowie in kurzen Abschnitten Bastar und
Nabarangpur (in Odisha) im Süden. Die Fläche des Distrikts berägt 4080 km² und die mittlere Höhe über dem Meeresspiegel liegt bei 317 Metern (nach anderen Angaben 457 Meter). Hauptfließgewässer ist der Mahanadi, der etwa 57 Prozent des Distrikts entwässert. Der Distrikt ist zu erheblichen Teilen von Wald bedeckt (nach offiziellen Angaben 2126 km², ca. 2023). Überwiegend handelt es sich dabei um trockenen Laubwald mit Strauchwald an den Rändern. Im Distrikt befindet sich das Sitanadi-Udayanti-Tigerreservat.
Im Distrikt herrscht ein tropisches Klima mit gemäßigten Temperaturen, mit Ausnahme der Monate März bis Juni, in denen die Temperatur manchmal auf über 48 °C ansteigen kann. In diesen Sommermonaten wehen auch trockene und heiße Winde. Der Distrikt weist hohe Niederschlagsmengen auf. Der größte Teil des Jahresniederschlags ereignet sich in den Monaten des Südwestmonsuns, der in der Regel in der dritten/vierten Juniwoche einsetzt und sich über einen Zeitraum von Ende Juni bis Anfang Oktober erstreckt, mit den stärksten Regenfällen in den Monaten Juli und August. Die durchschnittliche jährliche Niederschlagsmenge (2004–2011) im Distrikt beträgt 1084 mm bei 55–65 Regentagen.

## Geschichte
Der Distrikt Dhamtari entstand am 6. Juli 1998 durch Abspaltung vom damaligen Distrikt Raipur. Der Distriktname ist eine Zusammenziehung von Dhamma bzw. Dharma und Tarai (mit der Bedeutung „Ebene am Fuß eines Berges“).

## Bevölkerung
Der Distrikt Dhamtari hatte im Jahr 2011 799.781 Einwohner. Im Jahr 2001 waren es noch 706.591.  Die Geschlechterverteilung lag bei 1000 Männern auf 1010 Frauen. Die Alphabetisierungsrate betrug 78,36 % (87,78 % unter Männern, 69,08 % unter Frauen). 207.633 Personen (25,96 %) gehörten zu den scheduled tribes (der indigenen Stammesbevölkerung) und 58.581 (7,32 %) zu den scheduled castes (den staatlich anerkannten unterprivilegierten Kasten).

## Verwaltungsgliederung
Der Distrikt war 2025 in drei Subdivisions und sieben Tehsils gegliedert:
- Subdivision Dhamtari: Tehsil Dhamatari
- Subdivision Kurud: Tehsils Kurud, Bhakhara und Magarlod
- Subdivision Nagri: Tehsils Nagri, Belargaon, Kukrel.

Die Distrikthauptstadt Dhamtari hat den Status einer Municipal Corporation.